# 利姆氏裸玻璃魚
利姆氏裸玻璃魚為輻鰭魚綱鱸形目鱸亞目雙邊魚科的其中一個種，分布於婆羅洲Batang Hari流域，體長可達2.2公分，屬肉食性，以昆蟲、枝角類等為食。